# 서드베리 커뮤니티 아레나
서드베리 커뮤니티 아레나(Sudbury Community Arena)는 캐나다 온타리오주 서드베리에 위치한 실내 경기장이다. NBL 캐나다 서드베리 파이브의 홈경기장으로 사용하고 있다.